# West Ashby
West Ashby est une paroisse civile et un village du Lincolnshire, en Angleterre.